# Marojejya
Genre
Classification phylogénétique
Espèces de rang inférieur
- Marojejya darianii
- Marojejya insignis

Marojejya est un genre de la famille des Arecaceae (Palmiers), comprenant des espèces natives de Madagascar.

## Classification
- Sous-famille des Arecoideae
  - Tribu des Areceae
    - Sous-tribu des Dypsidinae

Ce genre partage cette sous-tribu avec les genres suivant :  Dypsis, Chrysalidocarpus, Vonitra, Lemurophoenix,  Masoala

## Taxonomie
Le genre a été décrit par Jean-Henri Humbert et publié dans  Mémoires de l'Institut Scientifique de Madagascar, Série B, Biologie Végétale  6 : 92. 1955.
Étymologie
  'Marojejya'   : nom générique en relation avec le nom du massif de Marojejy au nord-est de Madagascar, où le palmier M. insignis  a été récolté et décrit pour la première fois.

## Espèces
- Marojejya darianii J.Dransf. & N.W.Uhl, Principes 28: 151 (1984).
- Marojejya insignis Humbert, Mém. Inst. Sci. Madagascar, Sér. B, Biol. Vég. 6: 94 (1955).